# Robin Hood (pel·lícula de 1912)
Robin Hood és una pel·lícula muda produïda per la Eclair, i dirigida per Étienne Arnaud i Herbert Blaché, i interpretada per Barbara Tennant, Alec B. Francis i Robert Frazer entre d'altres. El guió va ser obra d'Eustace Hale Ball i va ser una de les primeres pel·lícules en representar l'heroi homònim anglès. Es va estrenar el 22 d'agost de 1912. La pel·lícula va ser restaurada el 2006 per la Fort Lee Film Commission i es va projectar al Fine Arts Theatre de Hollywood.

## Argument
El vell Thomas Merwyn ha decidit amb qui s'ha de casar la seva filla Lady Marian: Guy de Gisbourne que ha portat unes joies per donar suport a la seva declaració d'amor. Mentre estan reunits tots tres, el germà Tuck es presenta amb la pretensió de demanar una almoina i avisa Marian que Robin Hood, el seu enamorat secret, l'està esperant en el lloc convingut. Ella s'ho manega per fugir una estona per anar a la cita però els enamorats són descoberts pel pare tot i la indiferència de Robin Hood.
Gisbourne jura que es venjarà i Merwyn li diu que si ho aconsegueix li promet la mà de Marian. Gisbourne aconsegueix capturar-lo ben aviat amb una trampa i després de lligar-lo a un arbre va a parlar amb el Sheriff de Nottingham per tal d'aconseguir una ordre formal de recerca i captura de Robin. Marian avisa els amics de Robin, Alan-A-Dale i Will Scarlet, que l'alliberen i quan Gisbourne torna amb els seus homes cauen a la mateixa trampa i son lligats als arbres. Robin es vol venjar de Nottingham i capturar-lo però en el darrer instant són descoberts i tancats en una presó. Marian els allibera de nou amb l'ajut de les seves amigues que flirtegen amb els sentinelles. Nottingham posa preu al cap de Robin el qual aconsegueix formar una gran banda que s'amaga en els boscos.

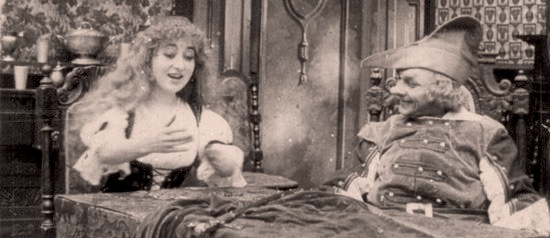
Escena de la pel·lícula amb Barbara Tennant (com a Lady Marian) i Lamar Johnstone (com Guy de Gisbourne)

La segona part comença quan Thomas Merwyn, Guy de Gisbourne i el Sheriff de Nottingham estan en una taberna conspirant com atrapar Robin Hood mentre Tuck, fent veure que està borratxo a la taula del costat els escolta. En aquest moment entra un home corpulent i d'aspecte majestàtic que no és altre que Ricard I d'Anglaterra disfressat. Els tres malvats decideixen capturar-lo però el desconegut és avisat per Tuck. Després d'una lluita d'ells dos contra els soldats de Nottingham, Tuck el guia per un passadís secret i poden escapar fins on estan acampats els homes de Robin. Aquest ofereix la seva tenda al desconegut i l'endemà ells dos s'enfronten a espasa en un torneig que venç el desconegut. Robin s'adona aleshores que aquest no pot ser ningú més que Ricard Cor de Lleó.
Disfressats de monjos aconsegueixen alliberar Marian i portar-la al bosc on el rei la casa amb Robin. En aquell moment, Nottingham, Merwyn i Gisbourne apareixen amb els seus homes però el rei intervé per dir que ningú toqui Marian que és la dona de Robin Hood. El rei revela la seva identitat a tothom i no fa cas de les protestes del pare. Ordena Robin i els seus homes de netejar el bosc de la gent de Nottingham cosa que fan fàcilment.

## Repartiment
- Robert Frazer (Robin Hood)
- Barbara Tennant (Lady Marian)
- Alec B. Francis (Sheriff de Nottingham)
- Julia Stuart (serventa del Sheriff)
- Isabel Lamon (Fennel)
- Muriel Ostriche (Christabel)
- Lamar Johnstone (Guy de Gisbourne)
- John G. Adolfi (Thomas Merwyn)
- Arthur Hollingsworth (Ricard I d'Anglaterra)
- Mathilde Baring (Dama a Merwyn)
- M. E. Hannefy (germà Tuck)
- Guy Oliver (Little John)
- George Larkin (Alan-A-Dale)
- Charles Hundt (Will Scarlet)
- John Troyano (Much, fill del moliner)
- Richard Sterling (sentinella)
- Mr Burkell (Sir Monceaux)
- Mr. Sheldon (sentinella)
- Mr. Fischer (sentinella)